# Marvelous and the Black Hole
Marvelous and the Black Hole es una comedia dramática de aprendizaje estadounidense de 2021 escrita y dirigida por Kate Tsang. La trama se centra en una adolescente rebelde, que se recupera de la muerte de su madre (interpretada por Miya Cech), y se hace amiga y recibe consuelo de una vidente (interpretada por Rhea Perlman). La película también está protagonizada por Leonardo Nam, Beth Hall, Keith Powell, Lucy DeVito y Jonathan Slavin.
La película se estrenó en el Festival de Cine de Sundance de 2021 y se estrenó en los cines el 22 de abril de 2022.

## Producción
La película fue el primer largometraje de Tsang. En noviembre de 2021, FilmRise adquirió los derechos de distribución de la película en América del Norte.

## Recepción

### Recepción crítica
La película recibió principalmente elogios de los críticos, con una calificación de "frescura" del 86% en las reseñas Rotten Tomatoes, a mayo de 2023. Katie Rife, que escribe para RogerEbert.com, dijo: "Obviamente, se trata de una película de bajo presupuesto y, posiblemente, de una película personal para la guionista y directora Kate Tsang. Ese elemento sincero se traduce en la benevolencia de los adultos en esta película". Concepción de León, que escribe para The New York Times, elogió la actuación de Cech, pero consideró que la película era monótona y tenía "muy pocos momentos de redención o conexión".

### Premios y nominaciones
La película fue nominada a mejor película independiente en el Festival Internacional de Cine de Cleveland de 2021, y a un premio al mejor largometraje en el Festival de Cine Asiático del Pacífico de Los Ángeles de 2021. Tsang fue nominada a un premio a mejor cineasta debutante por la película en el Festival Internacional de Cine de Minneapolis-Saint Paul de 2021. La película ganó un premio al mejor largometraje en el Festival de Cine de Sun Valley de 2021.